# Auferstehungskirche (Poppenlauer)

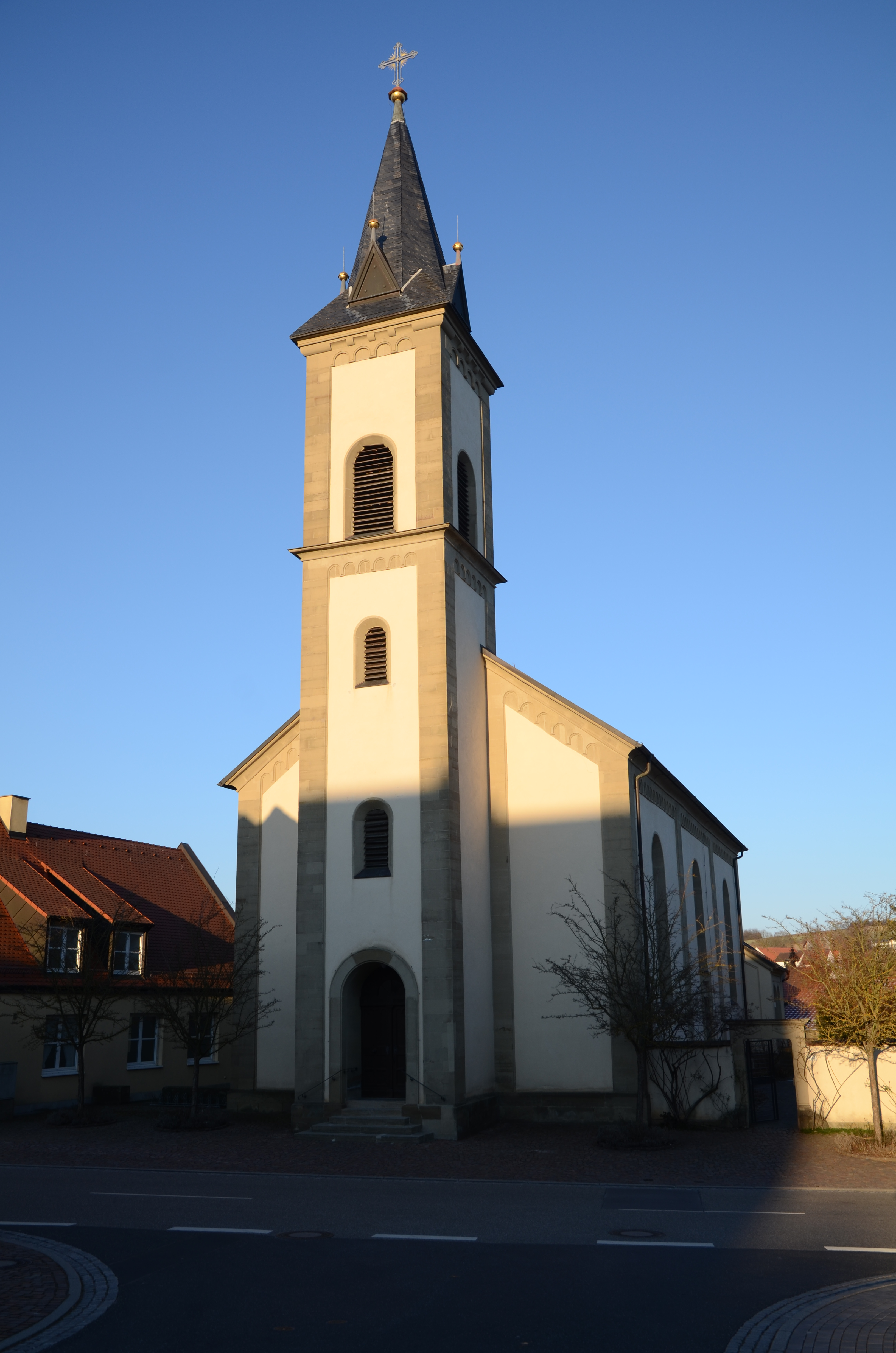
Die Auferstehungskirche von Poppenlauer.

Die Auferstehungskirche ist eine evangelisch-lutherische Kirche in Poppenlauer, einem Ortsteil von Maßbach im unterfränkischen Landkreis Bad Kissingen. Die Kirchengemeinde Poppenlauer gehört seit 2013 ebenso wie die von Maßbach, Volkershausen, Rothhausen und Thundorf zur evangelisch-lutherischen Pfarrei Lauertal im Dekanat Schweinfurt.
Die Kirche gehört zu den Baudenkmälern von Maßbach und ist unter der Nummer D-6-72-131-16 in der Bayerischen Denkmalliste registriert.

## Geschichte
Um 1830 wurde in Poppenlauer der Bau einer neuen evangelischen Kirche erforderlich. Zum einen war die evangelische Gemeinde des Ortes auf 690 Mitglieder angewachsen, so dass sich das bisherige Kirchengebäude als zu klein erwies. Zum anderen stärkte die am 29. Dezember 1832 Aufhebung des Simultaneums in Poppenlauer den Wunsch nach einem eigenen Gotteshaus.
Im Jahr 1834 begannen unter Architekt Aquilin Glückstein die Bauarbeiten. Am 21. August 1836 fand die Einweihung der im neuromanischen Stil errichteten Auferstehungskirche statt.
Von 1954 bis 1960 fand unter Architekt Olaf Andreas Gulbransson eine umfangreiche Renovierung der Kirche statt; im Jahr 1998 folgte eine Instandsetzung.